# Lijst van titelsongs uit de James Bondfilms
De James Bondfilms van EON Producties hebben vele melodieën opgeleverd, waarvan de meeste tot de beste filmmuziek worden beschouwd. De titelsongs zijn vooraanstaand in de keuze voor onderscheidende melodieën, vaak gezongen door op dat moment populaire zangers of bands. De bekendste melodie is de zeer herkenbare James Bond Theme. Deze oorspronkelijke titelsong is afkomstig uit de eerste officiële 007-film. De jazz-achtige sound is gecomponeerd door John Barry, gebaseerd op eerder werk van Monty Norman. De eerste melodie voor de titelsong van Dr. No van Monty Norman viel niet in de smaak bij de filmproducenten, waarna John Barry in allerijl een nieuwe melodie moest componeren.
Een opsomming van de overige titelsongs van alle James Bondfilms:
| Titelsong                            | Artiest                  | Film                            | Jaar | Componist                                            |
| ------------------------------------ | ------------------------ | ------------------------------- | ---- | ---------------------------------------------------- |
| James Bond Theme en Kingston Calypso | Orkest o.l.v. John Barry | Dr. No                          | 1962 | Monty Norman & John Barry                            |
| From Russia with Love                | Matt Monro               | From Russia with Love           | 1963 | John Barry & Lionel Bart                             |
| Goldfinger                           | Shirley Bassey           | Goldfinger                      | 1964 | John Barry & Anthony Newley & Leslie Bricusse        |
| Thunderball                          | Tom Jones                | Thunderball                     | 1965 | John Barry & Don Black                               |
| You Only Live Twice                  | Nancy Sinatra            | You Only Live Twice             | 1967 | John Barry & Leslie Bricusse                         |
| On Her Majesty's Secret Service      | Orkest o.l.v. John Barry | On Her Majesty's Secret Service | 1969 | John Barry                                           |
| Diamonds Are Forever                 | Shirley Bassey           | Diamonds Are Forever            | 1971 | John Barry & Don Black                               |
| Live and Let Die                     | Paul McCartney & Wings   | Live and Let Die                | 1973 | Paul McCartney & Linda McCartney                     |
| The Man with the Golden Gun          | Lulu                     | The Man with the Golden Gun     | 1974 | John Barry & Don Black                               |
| Nobody Does It Better                | Carly Simon              | The Spy Who Loved Me            | 1977 | Marvin Hamlisch & Carole Bayer Sager                 |
| Moonraker                            | Shirley Bassey           | Moonraker                       | 1979 | John Barry & Hal David                               |
| For Your Eyes Only                   | Sheena Easton            | For Your Eyes Only              | 1981 | Bill Conti & Michael Leeson                          |
| All Time High                        | Rita Coolidge            | Octopussy                       | 1983 | John Barry, Tim Rice & Stephen Short                 |
| A View to a Kill                     | Duran Duran              | A View to a Kill                | 1985 | John Barry                                           |
| The Living Daylights                 | a-ha                     | The Living Daylights            | 1987 | John Barry & Pål Waaktaar                            |
| Licence to Kill                      | Gladys Knight            | Licence to Kill                 | 1989 | N. Michael Walden, Jeffrey Cohen & Walter Afanasieff |
| GoldenEye                            | Tina Turner              | GoldenEye                       | 1995 | Bono & The Edge                                      |
| Tomorrow Never Dies                  | Sheryl Crow              | Tomorrow Never Dies             | 1997 | Sheryl Crow & Mitchell Froom                         |
| The World Is Not Enough              | Garbage                  | The World Is Not Enough         | 1999 | David Arnold & Don Black                             |
| Die Another Day                      | Madonna                  | Die Another Day                 | 2002 | Madonna & Mirwais Ahmadzaï                           |
| You Know My Name                     | Chris Cornell            | Casino Royale                   | 2006 | David Arnold & Chris Cornell                         |
| Another Way to Die                   | Alicia Keys & Jack White | Quantum of Solace               | 2008 | Jack White                                           |
| Skyfall                              | Adele                    | Skyfall                         | 2012 | Adele & Paul Epworth                                 |
| Writing's on the Wall                | Sam Smith                | Spectre                         | 2015 | Sam Smith & Jimmy Napes                              |
| No Time to Die                       | Billie Eilish            | No Time to Die                  | 2020 | Billie Eilish & Finneas O'Connell                    |

Titelsongs van de onofficiële films:
| Titelsong             | Artiest                         | Onofficiële Film      | Jaar | Componist      |
| --------------------- | ------------------------------- | --------------------- | ---- | -------------- |
| Casino Royale         | Herb Alpert & the Tijuana Brass | Casino Royale         | 1967 | Burt Bacharach |
| Never Say Never Again | Lani Hall                       | Never Say Never Again | 1983 | Michel Legrand |

## Prestaties
| Single met eventuele hitnotering(en) in de Nederlandse Top 40 | Datum van verschijnen | Datum van binnenkomst | Hoogste positie | Aantal weken | Opmerkingen                         |
| ------------------------------------------------------------- | --------------------- | --------------------- | --------------- | ------------ | ----------------------------------- |
| Goldfinger                                                    | 1964                  | 24-04-1965            | 5               | 15           | uit Goldfinger                      |
| We Have All the Time in the World                             | 1969                  |                       |                 |              | uit On Her Majesty's Secret Service |
| Diamonds Are Forever                                          | 1971                  | 27-11-1971            | tip17           | -            | uit Diamonds Are Forever            |
| Diamonds Are Forever                                          | 1971                  | 08-01-1972            | tip13           | -            | uit Diamonds Are Forever            |
| Live and Let Die                                              | 1973                  | 25-08-1973            | 27              | 3            | uit Live and let Die                |
| Nobody Does It Better                                         | 1977                  | 19-11-1977            | 31              | 4            | uit The Spy Who Loved Me            |
| For Your Eyes Only                                            | 1981                  | 15-08-1981            | 1(2wk)          | 11           | uit For Your Eyes Only              |
| All Time High                                                 | 1983                  | 30-07-1983            | 6               | 7            | uit Octopussy                       |
| A View to a Kill                                              | 1985                  | 25-05-1985            | 3               | 15           | uit A View to a Kill                |
| The Living Daylights                                          | 1987                  | 04-07-1987            | 11              | 8            | uit The Living Daylights            |
| Licence to Kill                                               | 1989                  | 17-6-1989             | 2               | 12           | uit Licence to Kill                 |
| GoldenEye                                                     | 1995                  | 18-11-1995            | 14              | 11           | uit GoldenEye                       |
| Tomorrow Never Dies                                           | 1997                  | 22-11-1997            | tip13           | -            | uit Tomorrow Never Dies             |
| The World is Not Enough                                       | 1999                  | 27-11-1999            | tip2            | -            | uit The World is Not Enough         |
| Die Another Day                                               | 2002                  | 02-11-2002            | 4               | 13           | uit Die Another Day                 |
| Another Way to Die                                            | 2008                  | 04-10-2008            | tip16           | -            | uit Quantum of Solace               |
| Skyfall                                                       | 2012                  | 05-10-2012            | 1(6wk)          | 20           | uit Skyfall                         |
| Writing's on the Wall                                         | 2015                  | 10-10-2015            | 35              | 5            | uit Spectre                         |
| No Time to Die                                                | 2020                  | 22-2-2020             | 15              | 5            | uit No Time to Die                  |